# Ángel Suárez Martínez
Ángel Suárez Martínez (Aljucer, Murcia, 28 de junio de 1939 - Barcelona, 29 de junio de 2014) más conocido como Panocha, fue un futbolista español que jugaba en la demarcación de centrocampista.

## Biografía
Debutó en 1957 con el CE Puig-reig, donde sólo jugó durante un año antes de fichar por el CD Condal en 1958, y por el Club Gimnàstic de Tarragona en 1959. Posteriormente fue traspasado al Cartagena FC, con quien marcó el gol del ascenso a segunda división ante el Sestao SC. También jugó para el Cádiz CF, Real Betis Balompié, RC Celta de Vigo y CD Badajoz. Tras otro breve paso por el RC Celta de Vigo, se mudó a México para jugar con el CD Oro, con quien se retiró como futbolista en 1972.
Falleció el 29 de junio de 2014 en Ciudad de México a los 74 años de edad.

## Clubes
| Club                        | País   | Año         | Partidos | Goles |
| --------------------------- | ------ | ----------- | -------- | ----- |
| CE Puig-reig                | España | 1957 - 1958 | ¿?       | ¿?    |
| CD Condal                   | España | 1958 - 1959 | 5        | 2     |
| Club Gimnàstic de Tarragona | España | 1959 - 1960 | 24       | 7     |
| Cartagena FC                | España | 1960 - 1962 | 64       | 40    |
| Cádiz CF                    | España | 1962 - 1963 | 12       | 0     |
| Real Betis Balompié         | España | 1963 - 1966 | 30       | 0     |
| RC Celta de Vigo            | España | 1966 - 1967 | 5        | 0     |
| CD Badajoz                  | España | 1967 - 1968 | 28       | 5     |
| RC Celta de Vigo            | España | 1968 - 1969 | 5        | 0     |
| CD Oro                      | México | 1969 - 1972 | ¿?       | ¿?    |